# 講武村
講武村（こうぶむら）は、島根県八束郡にあった村。現在の松江市鹿島町北講武、鹿島町南講武、鹿島町上講武、鹿島町名分にあたる。

## 地理
- 河川：佐陀川、講武川[1]
- 山岳：大平山[2]

## 歴史
- 1889年（明治22年）4月1日、町村制の施行により、島根郡北講武村、南講武村、上講武村、名分村が合併して村制施行し、講武村が発足[3][4]。
- 1896年（明治29年）4月1日、郡の統合により八束郡に所属[4]。
- 1915年（大正4年）無限責任講武村信用組合設立[3]。
- 1931年（昭和6年）講武郵便取扱所（講武郵便局前身）開設[3]。
- 1935年（昭和10年）講武診療所開設[3]。
- 1942年（昭和17年）森林組合設立[3]。
- 1944年（昭和19年）新赤田池竣工[3]。
- 1948年（昭和23年）講武村農業協同組合設立[3]。
- 1956年（昭和31年）3月3日、八束郡恵曇町、御津村、佐太村と合併し鹿島町を新設して廃止された[3][4]。

### 地名の由来
『雲陽誌』の次の記述による。「此村古えは円福寺村といえり、しかるに太守綱隆公いつも此所に狩したまうが、円福寺に狩したまうというも所の名よからざりとて、寛文年中に講武と改めたまえり」。

## 産業
- 農業[3]